# Fluroxypyr
Fluroxypyr (2-[(4-amino-3,5-dichlor-6-fluor-2-pyridyl)oxy]octová kyselina) je herbicid. Tato látka je považována za zdraví škodlivou při požití. Dráždí kůži. Látka se vstřebává pokožkou, je nebezpečná při nadýchání a pozření. Je podezřelá z karcinogenity u lidí. Není známo specifické antidotum.